# Colorado Trail
El Colorado Trail (Carrera de senders del Colorado) és una cursa de llarga distància que consisteix en córrer unes 486 milles (782 km) des de la boca del Canyó de Waterton al sud-oest de Denver a Durango, a Colorado, als Estats Units. El punt més elevat té 13.271 peus (4.045 metres) per sobre del nivell del mar, i la majoria de la cursa transcorre per damunt dels 10.000 peus (3.000 metres). Malgrat la seva elevada altura, el trail s'endinsa sovint per sota del límit alpí arbori per donar refugi sobre les exposades regions més elevades, propenses a les tempestes.
El Colorado Trail va ser construït i està actualment mantingut per la Colorado Trail Foundation (fundació sense ànim de lucre) i el Servei Forestal dels Estats Units.

## Descripció

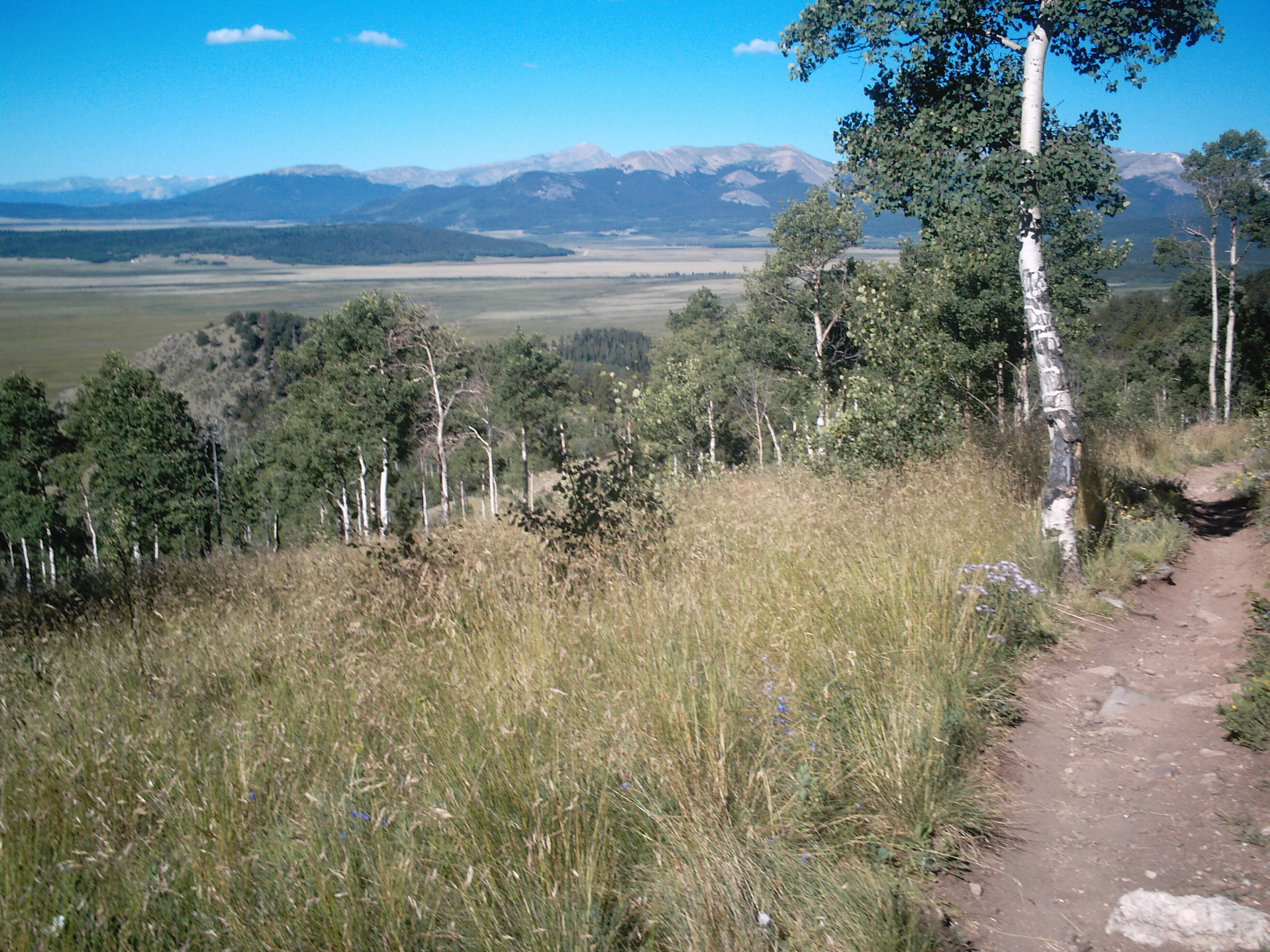
Vista del Colorado Trail, mirant cap al South Park, prop del Pass Kenosha

El Colorado Trail és un sender establert, senyalitzat, no motoritzat, obert a excursionistes, genets a cavall i ciclistes. Des de la terminal a l'est del Canyó Waterton, al sud-oest de Denver, el camí es va enfilant en les seves 486 milles (782 km), a través de les regions més muntanyenques de l'estat, fins al seu final, a unes 3.5 milles (5,6 km) al nord de Durango. Al llarg del camí, passa per vuit serralades, sis boscos nacionals (National Forests) i sis àrees naturals..
El rang d'altituds del sender va dels 5.500 peus (1.700 metres) al tram final del trail a Denver fins a l'altitud màxima de 13.271 peus (4.045 metres) en els pendents de Coney a les San Juan Mountains. Els desnivells tan de pujada com de baixada del trail són dràstics. Un excursionista que recorri la longitud total del trail superarà un desnivell acumulat d'aproximadament 89.000 peus verticals (27.127 metres). Els paisatges del trail són considerats dels més bonics de l'estat. La flora i fauna abunda i les flors silvestres, en l'estació que toca, són abundants. Mentre la majoria del sender passa a través de boscos, una part important del mateix circula per damunt del límit arbori, on els arbres són incapaços de créixer i les vistes són impactants.
El sender passa per pobles miners històrics, per antics senders dels nadius americans i per una moderna estació d'esquí de primera classe mundial. Altres seccions es mostren igual que fa 500 anys enrere. La meitat oest del Colorado Trail, entre el Monarch Pass i Durango, té menys influència humana, més vistes i una mostra de flors silvestres espectaculars.
Durant 235 milles (378 km), el Colorado Trail transcorre de forma simultània amb el Continental Divide Trail al llarg de la ruta Collegiate East. A la ruta Collegiate West, el Colorado Trail segueix el Continental Divide Trail durant 80 milles (130 km) més.

## Meteorologia
Els dies d'estiu són càlids amb nits fresques, però el imprevisible clima de muntanya pot portar neu qualsevol mes de l'any. Les tempestes violentes de trons i llamps poden assolar el cel de tarda i després deixar ràpidament pas al sol càlid i al cel serè.
La temporada més adient per recórrer tot el Colorado Trail inclou els mesos de juliol, agost i setembre, tot i que les parts de més baixa altitud prop de Denver són sovint accessibles d'abril a juny. A l'hivern, gran part del recorregut resta prohibit a causa dels importants gruixos de neu.

## Thru-Senderisme

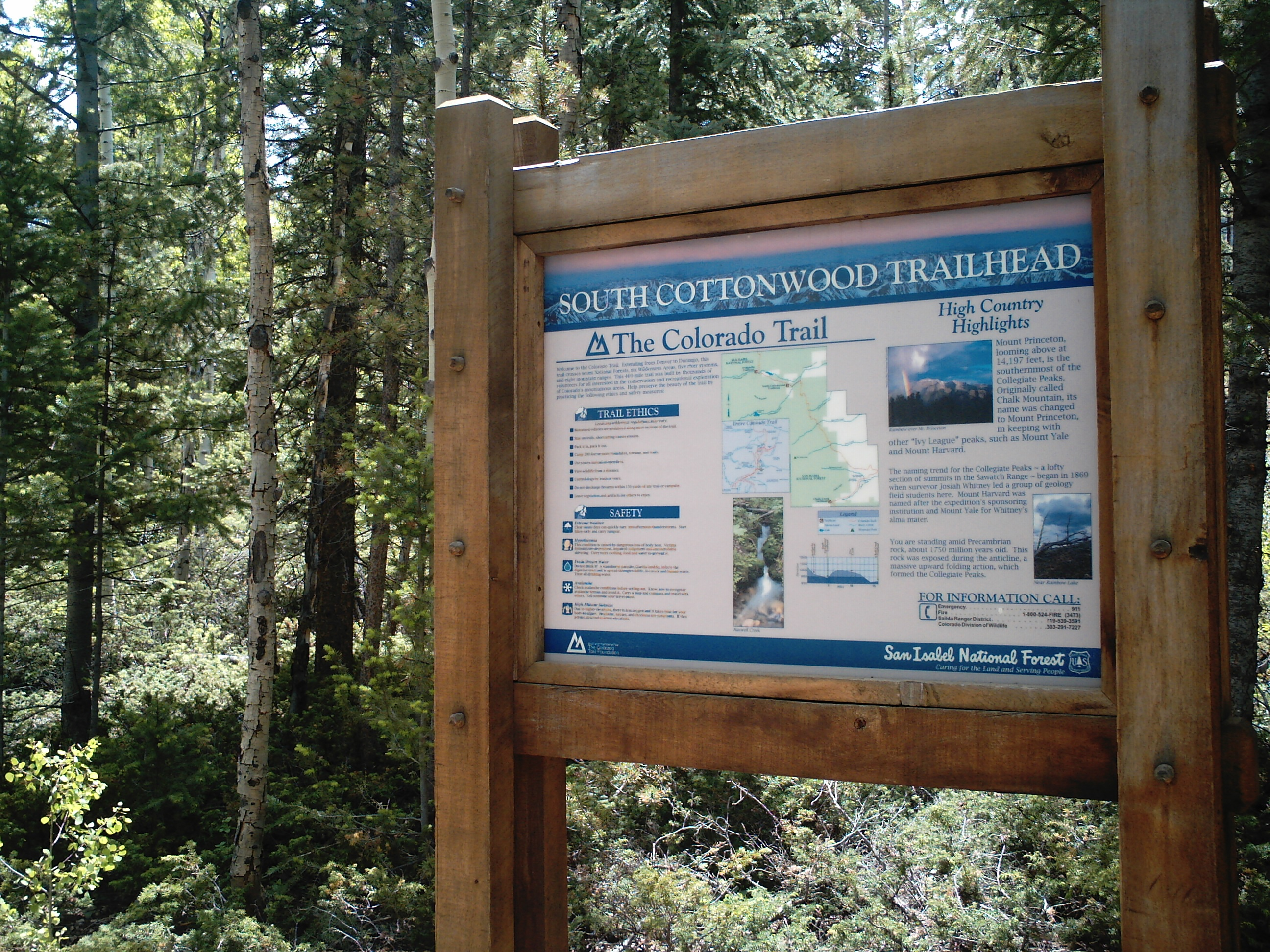
Panell indicatiu del sender sud de Cottonwood del Colorado Trail, prop de Buena Vista, Colorado

La majoria de thru-senderistes (els excursionistes que fan tota la ruta en un sol viatge) la fan d'est a oest. Aquesta elecció en la direcció és la preferida, en part perquè la neu fon típicament més d'hora durant l'any en la part oriental de la ruta que en la part occidental, més elevada. A més a més, l'opció de fer la ruta d'est a oest permet a un thru-senderista iniciar-se amb desnivells positius més graduals en començar i anar acumulant fons per etapes al terreny més abrupte de la part occidental de la ruta, en les San Juan Mountains.
El temps requerit per un thru-senderista per completar el Colorado Trail varia molt. Mentre alguns corredors del trail amb suport el poden acabar en menys de 10 dies (el senderista sense suport més ràpid té un temps conegut de 9 dies, 12 hores i 32 minuts, en John Zahorian), la majoria de thru-senderistes necessiten aproximadament de 4 a 6 setmanes (28 a 42 dies) per completar la ruta.

## Ciclisme de muntanya
El Colorado Trail és un dels pocs, importants i llargs trails que permeten practicar ciclisme de muntanya. Les bicicletes de muntanya estan permeses al llarg de la major part del recorregut, però hi ha sis zones salvatges on no es pot transitar en bicicleta. En general, la ruta és d'interès per a ciclistes principiants i experts. Els ciclistes de primer nivell consideren que és un sender de llarga distància de classe mundial.

## Colorado Trail Foundation
The Colorado Trail Foundation, amb seu a Golden, Colorado, és una organització sense ànim de lucre que opera i manté el Colorado Trail. Assistida per 600 voluntaris i 3.000 donants anuals, la CTF manté més de 500 milles del trail. Cada estiu, els seus equips treballen durant 12 setmanes i sis caps de setmana netejant arbres, treballant en controls d'erosió i mantenint la senyalització al llarg del sender. Els equips de senders treballen en grans projectes que estan fora de l'abast del programa germà "Adopt-A-Trail". Aquest programa permet als voluntaris interessats adoptar una de les 78 seccions de manteniment al llarg de la pista, cadascuna amb una mitjana aproximada de vuit quilòmetres de llarg.
Cada estiu, la CTF ofereix excursions pel trail amb suport durant una setmana, proporcionant als excursionistes guies i els serveis del personal de turisme de motxilla.
La Fundació manté un lloc web extens amb informació sobre el trail, i publica una sèrie de llibres i guies del trail per a excursionistes.

### Governança
El CTF està governat per un consell de dotze persones. Hi ha un director executiu a temps complet i un membre de personal administratiu. Els seus ingressos totals el 2013 van ser de poc més de 400.000 dòlars.

## Història
El Colorado Trail va ser concebut el 1973 pels Roundup Riders of the Rockies, però no va acabar connectat de punta a punta fins al 1987. La Colorado Trail Foundation (CTF) va créixer a partir dels esforços de cooperació del Servei Forestal dels Estats Units, la Colorado Mountain Trails Foundation i voluntaris individuals del Colorado Mountain Club i dels Friends of the Colorado Trail. El 2005, la CTF i el Servei Forestal van signar un Memoràndum d'entesa en què es detallaven els seus respectius rols en el futur desenvolupament del sender.